# Hernádtihany
Hernádtihany (szlovákul: Ťahanovce, a helyiek magyarul Téhánynak hívják) Kassa város része, egykor önálló község Szlovákiában, a Kassai kerület Kassai I. járásában. Területe 8,4 négyzetkilométer. Polgármestere Ján Nigut.

## Fekvése
Kassa központjától 4 km-re északra, a Hernád bal partján fekszik.

## Története
1263-ban „Tehan” néven említik először az Aba nemzetség birtokaként, a település azonban ennél régebbi, mivel már 1249 előtt németeket telepítettek ide. 1355-ben „Techan” néven említik. 1397-től Kassa város birtoka. A 17. században 27 gazda- és 29 zsellérháza volt, 11 pedig üresen állt. 1772-ben 36 gazdaház és 13 zsellérház állt a faluban. 1888-ban hivatalos neve Abaújtihany lett. 1907-ben a Hernádtihany nevet kapta.
Borovszky Samu monográfiasorozatának Abaúj-Torna vármegyét tárgyaló része szerint: „Kassánál átkelvén a Hernádon és a Kassai-hegy aljában északnak tartva, Tihany (Tehány) kisközséget találjuk, mely 215 házból áll; lakosainak száma 1431. Általában eltótosodott magyarok. Az ujabb nemzedék már beszél magyarul. A kassa-oderbergi vasút első megállóhelye Kassától. Postája helyben van; táviróállomása Aboson.”
1920 előtt Abaúj-Torna vármegye Kassai járásához tartozott. 1938-ban visszacsatolták Magyarországhoz, de 1945-ben ismét Csehszlovákia része lett.
1969-ben hivatalosan is Kassához csatolták. A Tihanyi lakótelepet 1985-ben építették meg és Kassa önálló városrésze lett. Hernádtihany ma a lakóteleppel szoros kapcsolatban álló, kedvelt kirándulóhely és evezőstelep.

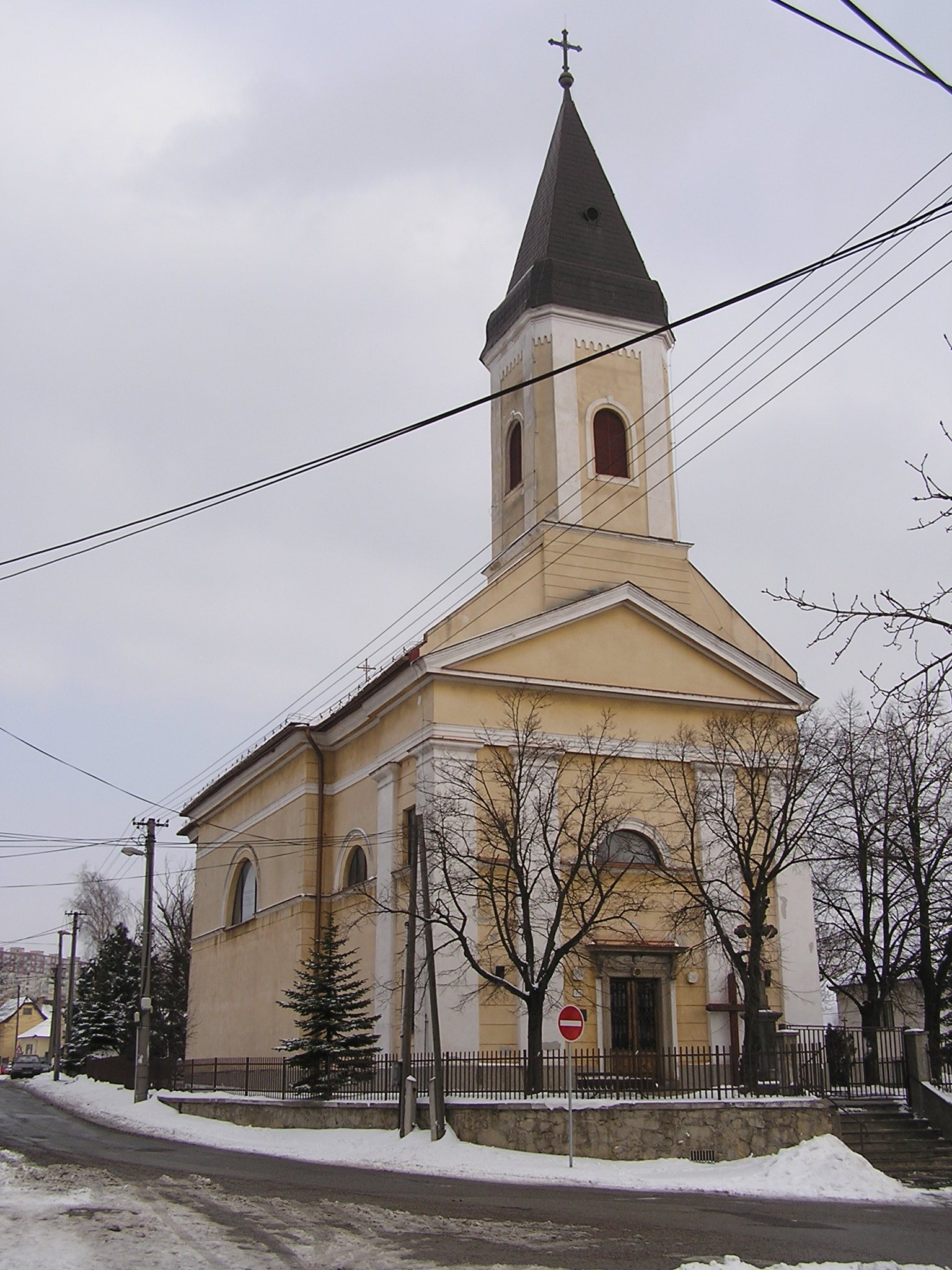
A Szent Anna templom

## Népessége
1828-ban 112 háza volt 878 lakossal.
1910-ben 1668, túlnyomórészt szlovák lakosa volt.
2011-ben 2406 lakosából 1830 szlovák.

## Nevezetességei
- Szent Anna temploma 1850-ben épült klasszicista stílusban.
- Nepomuki Szent János kápolna (1913).

## Lásd még
- Kassa
- Abaszéplak
- Bárca
- Kassaújfalu
- Kavocsán
- Miszlóka
- Pólyi
- Saca
- Szentlőrincke
- Szilvásapáti
- Zsebes